# Tempestade tropical Jade
A tempestade tropical severa Jade (designação do JTWC: 26S; conhecida simplesmente como tempestade tropical Jade) foi um ciclone tropical que afetou o nordeste e o leste de Madagascar durante o início de abril de 2009. Sendo o décimo segundo ciclone tropical, a décima tempestade tropical moderada e a sétima tempestade tropical severa da temporada de ciclones no Oceano Índico sudoeste de 2008-09, Jade formou-se de uma área de perturbações meteorológicas a sudoeste do Território Britânico do Oceano Índico em 4 de abril. Logo em seguida, o Joint Typhoon Warning Center o classificou para um ciclone tropical significativo, atribuindo-lhe a designação "26S". O Centro Meteorológico Regional Especializado (CMRE) de Reunião classificou o sistema para uma perturbação tropical, e para uma depressão tropical, ainda naquele dia. O sistema continuou a se intensificar, e se tornou uma tempestade tropical moderada no dia seguinte, e o CMRE de Reunião atribuiu-lhe o nome Jade. Jade continuou a se intensificar assim que seguia para oeste-sudoeste, e se tornou uma tempestade tropical severa mais tarde naquele dia. Jade atingiu seu pico de intensidade, com ventos máximos sustentados de 1420 km/h, segundo o JTWC, ou 110 km/h, segundo o CMRE de Reunião, pouco antes de fazer landfall durante o início da madrugada (UTC) de 6 de abril, perto da cidade de Antalaha, Madagascar. Logo em seguida, o sistema perdeu organização, mas voltou a se recuperar assim que alcançou novamente o Oceano Índico assim que seguia para sul. Jade manteve sua intensidade até 10 de abril, quando o cisalhamento do vento removeu todas as suas áreas de convecção profunda, e consequentemente a tempestade começou a se enfraquecer rapidamente. Mais tarde naquele dia, o JTWC emitiu seu aviso final sobre o sistema assim que Jade começou a se tornar um ciclone extratropical. o CMRE de Reunião fez o mesmo no dia seguinte.
Jade causou chuvas torrenciais no nordeste e no leste de Madagascar. Na região nordeste da ilha, cerca de 800 pessoas ficaram desabrigadas e três pessoas morreram quando uma casa desabou. Na cidade de Manajary, avalanches de lama causadas pela tempestade deixaram outras 3.300 pessoas desabrigadas, e causou outras cinco fatalidades. Um deslizamento de terra matou outra pessoa na cidade de Nosy Varina.

## História meteorológica

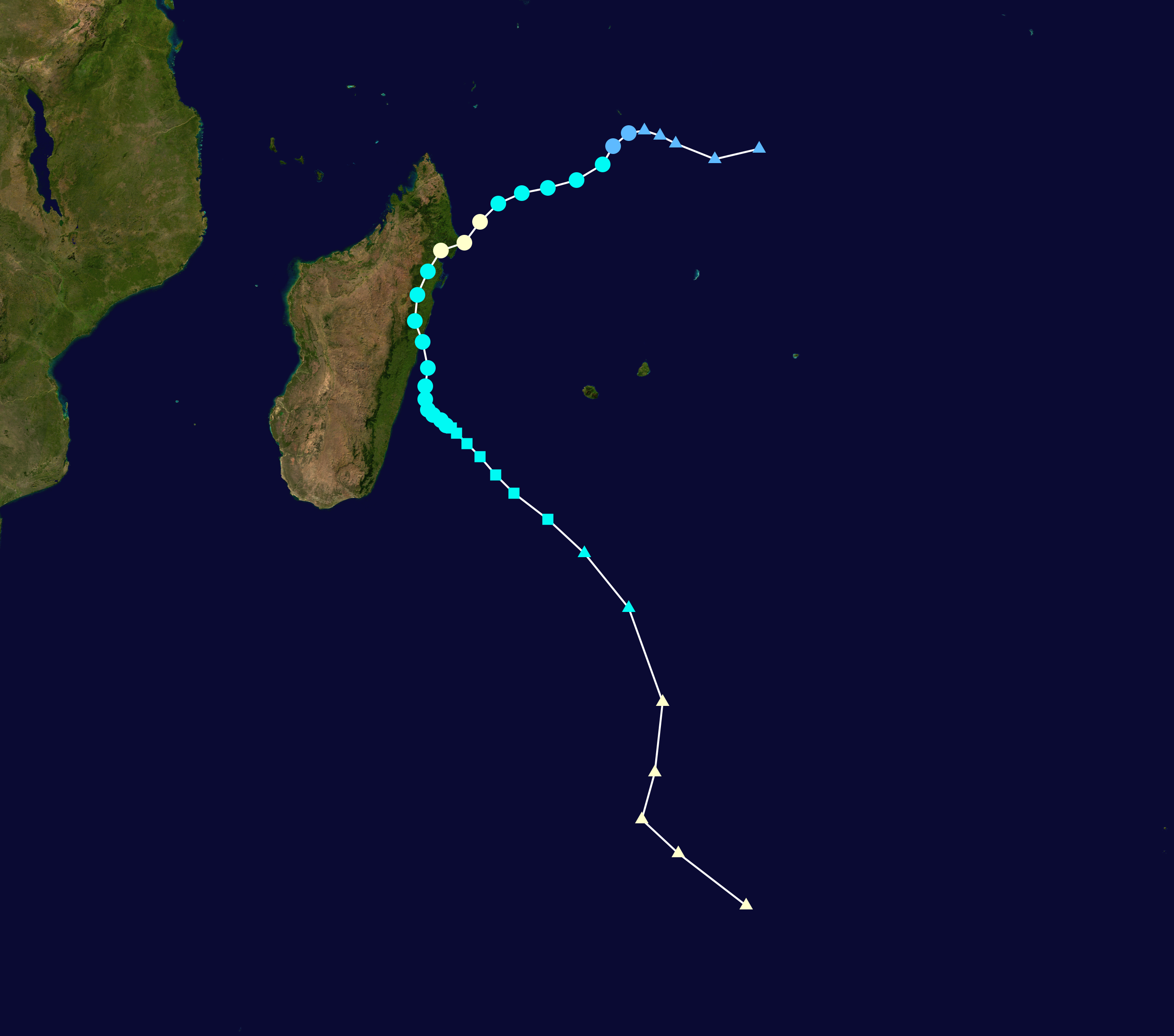
O caminho de Jade

Jade formou-se de uma área de perturbações meteorológicas a sudoeste do Território Britânico do Oceano Índico em 30 de março. Inicialmente, o sistema era constituído por áreas de convecção profundas com um leve giro ciclônico, indicando a presença de uma circulação ciclônica de baixos níveis. Porém, devido à sua natureza desorganizada, a perturbação tropical não foi capaz de se intensificar rapidamente. No entanto, a partir da noite (UTC) de 3 de abril, o centro ciclônico de baixos níveis da perturbação começou a ficar mais consolidado com o estabelecimento do fluxo de saída de altos níveis, e a consequente formação de novas áreas de convecção profunda. O sistema continuou a se organizar rapidamente e o Joint Typhoon Warning Center (JTWC) emitiu um "Alerta de Formação de Ciclone Tropical (AFCT) sobre o sistema durante o início da madrugada de 4 de abril, que significa que a perturbação pode vir a se tornar um ciclone tropical significativo dentro de um período de 12 a 24 horas. O Centro Meteorológico Regional Especializado (CMRE) de Reunião notou a formação do sistema, e o classificou para uma área de perturbações meteorológicas horas mais tarde, durante aquela manhã (UTC). As previsões se confirmaram, e ainda durante aquela manhã, o JTWC classificou a perturbação para um ciclone tropical significativo assim que sua circulação ciclônica de baixos níveis ficou bem consolidada, e atribuiu-lhe a designação "26S".
Seguindo inicialmente para sudoeste ao longo da periferia norte de uma alta subtropical, o sistema continuou a se intensificar, e durante o início daquela tarde, o CMRE de Reunião o classificou para uma perturbação tropical. A formação de um anticiclone auxiliou ainda mais o estabelecimento dos fluxos de saída de altos níveis, e a manter baixo o [[cisalhamento do vento, o que permitiu a contínua intensificação do sistema. Com isso, o CMRE de Reunião classificou a perturbação para uma depressão tropical durante o início daquela noite (UTC). A tendência de intensificação do sistema continuou, e o CMRE de Reunião classificou a depressão tropical para uma tempestade tropical moderada durante a manhã (UTC) de 5 de abril, e atribuiu-lhe o nome Jade. A partir de então, Jade começou a seguir para oeste com a intensificação da alta subtropical ao seu sul, e continuou a se intensificar. Durante o início daquela noite, o CMRE de Reunião classificou Jade para uma tempestade tropical severa. Horas mais tarde, Jade atingiu seu pico de intensidade, com ventos máximos sustentados de 120 km/h, segundo o JTWC, ou 110 km/h segundo o CMRE de Reunião.
Logo em seguida, o centro ciclônico de baixos níveis associados a Jade fez landfall na costa nordeste de Madagascar, perto da cidade de Antalaha, durante o seu pico de intensidade. Após cruzar a Baía de Antalaha, o centro de Jade fez um novo landfall na costa de Madagascar, perto das cidades de Rantare e de Mananara, por volta das 06:00 (UTC) de 6 de abril. Logo após atingir a costa de Madagascar, Jade começou a se desorganizar rapidamente, e o CMRE de Reunião o desclassificou para uma depressão sobre terra durante o início daquela tarde. O centro ciclônico de baixos níveis continuou a ficar menos definido sobre os terrenos montanhosos de Madagascar, e consequentemente a tempestade se enfraqueceu rapidamente. Com isso, o JTWC emitiu seu aviso final sobre o sistema durante aquela noite (UTC).
No entanto, o sistema remanescente de Jade começou a seguir para sul enquanto seguia pela periferia oeste de uma alta subtropical, e logo voltou sobre as águas quentes do Oceano Índico, onde voltou a se intensificar gradualmente. Com isso, o CMRE de Reunião voltou a classificar Jade para uma tempestade tropical moderada durante a manhã (UTC) de 7 de abril. Com o ressurgimento de Jade ao largo da costa leste de Madagascar, o JTWC voltou a emitir avisos regulares sobre a tempestade durante a tarde daquele dia. Jade manteve sua intensidade durante o restante daquele dia e também em 8 de abril, enquanto seguia lentamente para leste-sudeste. Porém, Jade começou a se enfraquecer assim que o cisalhamento do vento começou a aumentar sobre a região, removendo as suas áreas de convecção profunda associadas para a leste da circulação ciclônica. Com isso, o CMRE de Reunião desclassificou Jade para uma depressão tropical durante a manhã (UTC) de 9 de abril. Mesmo com o forte cisalhamento do vento, o ciclone voltou a se intensificar lentamente com o estabelecimento de difluência atmosférica de altos níveis, o que levou a formação de novas áreas de convecção profunda.
Com isso, o CMRE de Reunião voltou a classificar Jade para uma tempestade tropical moderada durante a manhã de 10 de abril. Porém, a partir daquela tarde, o cisalhamento do vento aumentou ainda mais, e removeu todas as áreas de convecção profunda associadas a Jade, que voltou a se enfraquecer. Ao mesmo tempo, a aproximação de um cavado de médias latitudes fez que o ciclone fosse mais rapidamente para sudeste. A zona baroclínica associada ao cavado iniciou a transição extratropical de Jade. Com isso, o CMRE de Reunião desclassificou Jade novamente para uma depressão tropical durante o início daquela noite (UTC). Assim que a transição extratropical de Jade prosseguia, o JTWC emitiu seu aviso final sobre o sistema durante aquela noite. O CMRE de Reunião desclassificou Jade para uma depressão extratropical remanescente durante a manhã (UTC) de 11 de abril, e também emitiu seu aviso final sobre o sistema mais tarde naquele dia.

## Preparativos e impactos
Com a aproximação de Jade da costa nordeste de Madagascar, as autoridades daquele país emitiram avisos de ciclone nas regiões costeiras. As autoridades também recomendaram para que os pescadores não saíssem para o mar devido à grande ondulação.
Jade atingiu a costa nordeste de Madagascar, perto da cidade de Antalaha, com ventos de até 120 km/h, durante as primeiras horas da madrugada (UTC) de 6 de abril. As chuvas torrenciais associadas ao ciclone causaram severas enchentes, que deixaram mais de 800 pessoas desabrigadas no nordeste do país. Na região, uma residência desabou, matando três pessoas. Outras cinco pessoas morreram numa avalanche de lama perto da cidade de Manajary; a avalanche de lama deixou outras 3.320 pessoas desabrigadas. Outra pessoa morreu num deslizamento de terra em 9 de abril perto da cidade de Nosy Varika.